# Wolfram Müller
Pour les articles homonymes, voir Müller.
Wolfram Müller (né le 8 juillet 1981 à Pirna) est un athlète allemand, spécialiste du demi-fond.
Son record personnel sur 1 500 m est de 3 min 35 s 50 obtenu en juin 2003 à Milan. Il détient le record de cette distance obtenu pour remporter les Championnats d'Europe espoirs d'athlétisme en 2001.